# Sekundární aminokyseliny
Sekundární aminokyseliny jsou aminokyseliny obsahující sekundární aminovou skupinu (>NH). Patří sem cyklické kyseliny, například prolin, i acyklické N-substitutované aminokyseliny.
V přírodě hojně rozšířenými sekundárními aminokyselinami jsou prolin, hydroxyprolin, kyselina pipekolová, a sarkosin; prolin je jedinou proteinogenní sekundární aminokyselinou. V bílkovinách se vyskytuje také hydroxyprolin, vznikající hydroxylací prolinu. Kyselina pipekolová, těžší analog prolinu, je součástí efrapeptinů. Sarkosin je N-methylovaný glycin a účastní se řady biochemických dějů. Kyselina azetidin-2-karboxylová je lehčí obdobou prolinu, vyskytující se u rostlin.

## Vlastnosti
Prolin a kyselina pipekolová ovlivňují sekundární strukturu bílkovin.
Přidáním ninhydrinu k prolinu a hydroxyprolinu vznikají žluté produkty.